# 石川優実
石川 優実（いしかわ ゆみ、1987年〈昭和62年〉1月1日 - ）は、日本のソーシャルアクティビスト、元女優、元グラビアアイドル。女優活動時には石川 由美子（いしかわ ゆみこ）名義も使用していた。
芸能界における#MeToo活動や、ハイヒールやパンプスの強制について問題提起した#KuToo活動を行った。2019年、BBCの「100人の女性」に選出。「#KuToo」は同年の新語・流行語大賞トップ10に入選した。勝部元気やプラスサイズモデルの藤井美穂等とソーシャルアクティビスト仲間として活動する。

## 来歴・人物
1987年愛知県生まれで、岐阜県で育つ。父親は沖縄県出身。2004年10月の商業高校3年生時にスカウトされて芸能活動を始める。
初期はお菓子系アイドルとして、主にお菓子系グラビア雑誌で活動した。雑誌『クリーム』が行ったクリームガール総選挙で、1位になるなど人気が高かった。
2008年に事務所を退所してフリーとなった。
2013年10月から2017年4月にかけて P-martTVの「Dashman」、「石川優実の開店ちゃんが行く♪」、「石川優実の閉店ちゃんが行く♪」でパチスロ実践動画を、Dashnmn31回・開店ちゃん41回・閉店ちゃん26回と合計98回配信するも、のちに「パチスロの番組は、コメントに『死ね』とか書かれるので出るのやめました」と語る。
2014年6月28日公開の映画『女の穴』（吉田浩太監督）では、市橋直歩とともにダブル主演を担当。
2016年2月20日公開のいまおかしんじ監督作品『誘惑は嵐の夜に』でもダブル主演。精神が入れ替わった母娘の役を、高樹澪とともに務めた。
2017年、はあちゅうによるセクシャルハラスメント告発をきっかけに、自身が経験した芸能界でのセクハラ事情をTwitterやnoteで告発。日本での「#MeToo」運動を行った。グラビアやDVDで事前に許可していない露出を公開されたことや、性接待の強要について告白。告発文の公表で所属事務所を辞めた。
2019年には「KuToo」運動を展開した。
2020年にはフェミニスト仲間の勝部元気と共にソーシャルアクティビストとして活動する。
2022年にはYouTubeやSNSで祖父母の代からの創価学会3世であることを告白した。
2023年にはフェミニスト仲間である勝部元気が主催するMenWithWomenのビジョンおよび「ジェンダー平等社会にふさわしい「男性の行動基準15ヶ条」の賛同者に名を連ね連帯を表明した。
2025年3月9日、JR新宿駅東南口前にて市民団体が開催した「フェミブリッジ・アクション東京」に参加した際、石川優実を含む女性3名が「男は黙れ！」「男が産めるのウンコだけ！」などと言ったラップを披露。「フェミブリッジ・アクション東京」に参加した福島瑞穂、松下玲子、吉良佳子などと共に強い批判を受け、Xのアカウントを削除する事態となった。

## #KuToo運動
2019年1月24日のツイート
が反響を呼ぶ。このツイートが拡散されるなかで、#MeTooに倣い靴と苦痛をかけた「#KuToo」のハッシュタグが登場した。2週間後、Change.org Japanのスタッフである遠藤まめたからの呼びかけに応じ、厚生労働省に対してパンプス強制を禁止する通達を各企業に出すことを求める署名活動を行った。2019年6月3日、署名を厚生労働省に提出した。
2019年6月5日の厚生労働委員会 の答弁で、根本匠厚生労働大臣（当時）が「例えば労働安全衛生の観点からは、腰痛や転倒事故につながらないよう服装や靴に配慮することは重要であって、各事業場の実情や作業に応じた対応が講じられるべきであると考えております。」と、雇用者の安全配慮義務が靴の着用規定にも及ぶとした。その上で、「女性にハイヒールやパンプスの着用を指示する、義務づける、これは、社会通念に照らして業務上必要かつ相当な範囲か、この辺なんだろうと思います、それぞれの業務の特性がありますから」と述べた。この答弁について、報道各社やインタ―ネット上の論調は二分された。ハイヒール・パンプス着用義務付けについて「強制を事実上容認した」とするものと、「強制がパワハラに当たり得る」とするものである。石川は「署名を提出して、社会通念を考え直して欲しいということを伝えたつもり。ヒールを履くことがなぜマナーなのか、明確な答えはない」「健康被害があることが、分かっていないような発言です。」と大臣を批判した。
石川は、"不当な政府"に挑戦する女性として、日本だけでなく海外でも知られるようになり、同年10月、BBCが2013年から毎年選出している「100人の女性」に日本人2人のうちの1人として選ばれた。
年末には「#KuToo」が新語・流行語大賞でトップ10入りし、石川が受賞した。
石川は「#KuToo」を商標登録している（第6341068号）。

### 著書『＃KuToo ― 靴から考える本気のフェミニズム ―』
石川の活動に対してTwitter上で誹謗中傷を繰り返す者が多発したため、石川は誹謗中傷に対する反論を本にまとめ、2019年11月に現代書館から『＃KuToo ― 靴から考える本気のフェミニズム ―』を出版した。この著書は222ページのうち101ページ分（60頁〜161頁）がSNSへの投稿からの引用とそれに関する批評で構成されており、本の構成上、最も大きな割合を占めている。本書に対して、引用しているツイートの一部を削除していることなどが捏造や改竄にあたるのではないかと批判が行われた。これに対して、現代書館は適法な引用であると主張した。2020年1月には石川が、自身に対する誹謗中傷が行われているとして、法的措置も検討しているとの声明を出した。

## 裁判

### 引用に関する著作権訴訟
2020年8月、本書に引用されたSNS投稿者の男性が、著作権侵害等を理由に出版差止等を求める訴訟を提起した。原告のツイートは「逆に言いますが男性が海パンで出勤しても#kutooの賛同者はそれを容認するということでよろしいですか？」であった。これに対して石川は、＃KuToo運動は「女性も職場で革靴を履けるようにしてほしい」ということであって「水着で出勤したい」ということではないという旨の反論を引用ツイートで行い、このやり取りを本書に掲載した。
2021年5月26日、東京地方裁判所は、ツイートを著作物と認定した上で、引用部分が明確に区分されていることなどから適法な引用に当たるとして、原告の請求を全て棄却した。
判決では、当該ツイートが#KuToo運動への批判・非難にあたることは明らかであると指摘し、「ツイートが本件活動を批判するものではない」とする原告主張は採用し得ないとした。また、石川が本書で原告について「こんなへんてこりんな人に会ったことない」などと形容したことについて、原告の名誉感情を侵害するものとしても社会通念上許容される限度を超える侮辱行為であるとは認められないとして、不法行為は成立しないとした。
原告側は判決を不服として控訴したが、2022年3月29日、東京高等裁判所（知的財産高等裁判所）も一審を支持する判断を下した。これを受けて、原告側は上告していたが、最高裁判所も同年9月29日に一審と二審による判断を支持し、上告棄却並びに不受理としたため、石川の勝訴が確定した。

### 名誉棄損に関する訴訟
SNS上でアンチフェミニズムの論客として知られ、石川とも公開論争を行ったこともある人物が、かつて石川がツイッター上で行った投稿を、性被害感情に関する第三者の投稿に、本来の趣旨とは逆に、あたかも石川が性被害感情を抱く者を批判しているかのように見えるような形に添付して投稿した。石川は、これをフェミニストとして活動を行っていた自身の社会的評価を下げるものとして名誉棄損で訴えた。一審、東京地裁で石川勝訴。慰謝料33万が認められる。
2023年12月、ニ審で、東京高裁から和解を勧告され、一審判決の慰謝料33万で今後お互いのことについて触れないという条件で双方和解。ベリーベスト法律事務所の杉山弁護士は慰謝料について「低額であると訴えるために必要な費用も回収できない」とし、名誉毀損やハラスメントなどの抑止力という観点から「最低でも100万円を基準にすべき」と指摘している。ただし、抑止力という意味では、裁判後、徳島県職員であった相手方は県の信用を失墜させる行為をしたとして、県庁から減給2か月の懲戒処分に付され、また、徳島県はマスコミを通し広く一般に謝罪、それによれば本人は県庁に対し「深く反省している」と語ったという。

## 批判
- 木村花自殺騒動の際に、石川はコラムニストの伊是名夏子らと団体「Ｏｎｌｉｎｅ　Ｓａｆｅｔｙ　Ｆｏｒ　Ｓｉｓｔｅｒｓ」を立ち上げたが、公式サイトの「孤立させ、助けてあげられなかったことが、くやしくてたまりません」という文に木村花の母である木村響子は不快感や疑問を呈し[46]、木村は、自分の気持ちを表明したことから起こった、石川らへのバッシングにも心を痛めながらも、「人権を声高に主張するひとたちに限って　ひとの人権は踏みにじりがちなの　なんでなんでしょうね、、、」「「自分の人権と同じくらい他者の人権も尊重して大事にしてほしい」」と石川らに意見[47]。
- 2023年の埼玉のグラビアアイドルたちの水着撮影会中止騒動において自身の意見[48]を出したが、同文の「海外では、グラビアのような文化はないと聞きます。」という「エア海外論（脳内海外論）」[49]がXなどで多くの人から批判され[50]、フェミニズムについても松沢呉一は「フェミニズムの根幹は個人主義であることをが理解できていない」と石川を評し、また同文での石川の文章力の稚拙さも指摘[51]。
- 「日本では、なぜ女性は売れるために脱がなくてはいけないか？」とグラビアアイドルなどに批判的な見解を示しているが、前述の松沢呉一のエア海外論などで指摘されたとおり、外国では性器をモザイクなしで写し性交シーンも地上波テレビで流す（オランダ）[52]など、外国のヌードグラビアやAVはボカシなしの無修正であること、洋画ではアメリカやヨーロッパなど女優が普通に脱いでいるなど、外国のほうが日本よりも過激な性表現を行っている例や、少年マガジングラビアの廃止論を掲げた際も、グラビアアイドル当事者倉持由香などから批判[53][リンク切れ]され、自身は雑誌『シモーヌ』（現代書館）ヌードを披露[54]したにも関わらず、少年誌グラビアを批判することが、Xユーザーたちや、小説家水戸泉や映画ライターCDB[55]から批判をされた[56][リンク切れ]。
- 黒岩信忠草津町長をバッシングした、草津事件で、批判されており、2024年11月に「（女性町議の）虚偽の申告で（私が）騙されたのだから、どちらかと言えば（私も）被害者では?」と投稿し、炎上してしまう[57]。
- 前述の2025年のフェミブリッジでの菱山南帆子らとのコールが問題視されたが、かつて石川とネット等で対立した[58]、矢内東紀(えらてん、えらいてんちょう)も同スピーチを批判しており、また矢内は結婚についての、石川の発言の矛盾も指摘[59]。

## 作品

### イメージビデオ
- 片想い（2006年3月10日、メディアステーション）
- 純愛（2006年12月8日、竹書房）
- Pussy Cat（2007年2月26日、英知出版）
- 激写 Vol.25 愛って…（2007年5月18日、日本メディアサプライ）
- PINK EROTEEN グラマラス（2007年5月25日、ラブドルネット）
- 激写 スペシャル 桃尻娘（2007年8月17日、日本メディアサプライ）
- 私立H学園（2007年8月25日、アウトビジョン）
- 究極乙女（2007年12月21日、メディアフォース）
- 激写 スペシャル ゆみもえパラダイス（2008年2月15日、日本メディアサプライ）
- 激写 ゆれる想い（2008年3月21日、日本メディアサプライ）
- 究極乙女 石川優実 LOVES 黒木ななみ（2008年4月18日、メディアフォース）
- 原点回帰（2008年6月27日、アストロシステムジャパン）
- 激写 スペシャル All About 石川優実（2008年10月17日、日本メディアサプライ）
- お菓子系No.1アイドルの限界露出!!（2009年4月24日、ROOM18）
- 本気萌え グラドルビーチバレー 激闘篇（2009年4月24日、エスピーオー）
- 究極乙女 石川優実 LOVES 武藤なみ（2009年6月26日、メディアフォース）
- 究極乙女 石川優実 SECOND STAGE（2009年7月24日、メディアフォース）
- 激写 ユルエロの女王（2009年9月18日、日本メディアサプライ）
- JUPITER（2009年10月16日、マーレーインターナショナル）
- 究極乙女 石川優実 LOVES 浜田由梨（2009年12月18日、メディアフォース）
- 究極乙女 石川優実「お菓子系No.1は純真可憐」（2010年1月29日、メディアフォース）
- 究極乙女 石川優実「Love me again !」（2010年8月27日、メディアフォース）
- 舞姫 my hime 石川優実〜お菓子系アイドルの限界SEXY〜（2011年2月18日、メディアブランド）
- 究極乙女 石川優実「憐愛体質」（2011年5月6日、KUDETA）
- 恋少女*H（2011年7月29日、M.B.Dメディアブランド）
- 初恋ノスタルジア（2011年10月28日、U-side）
- 究極乙女「憐愛体質 Part2」（2012年4月27日、KUDETA）
- 究極乙女 「憐愛体質3」（2012年11月30日、KUDETA）
- Blue Sunshine（2013年1月25日、EDEN）
- 2人っきりの秘密旅行（2013年4月25日、ターンテーブル）
- 欲望の対象（2013年7月18日、ギルド）
- 欲望マヌーヴァー（2014年2月20日、ギルド）
- Actress（2014年11月21日、竹書房）
- わたしのなかの悪魔（2015年12月18日、竹書房）

## 出演

### 舞台
- 「ミッドナイトフラワートレイン」（朝倉薫演劇団 第17回アトリエ公演：2008年7月21日 - 8月4日、エルスタッフスタジオ）
  - 天神お染（岡崎染子） 役 ※石川由美子 名義
- 「幕末エンジェル〜伝えたい愛の歌〜」（朝倉薫演劇団特別公演：2008年11月27 - 30日、野方区民ホール）
  - 女中 役 ※石川由美子 名義
- 「喀血!!銀玉高校応援団〜純情大暴走篇〜」（劇団空感エンジンプロデュース公演2009：2009年6月19 - 22日、エアースタジオ）
  - 保険医 マリコ 役
- 「赤いノートと緑のケータイ」（劇団オオシロピンノ：2009年11月13 - 15日、しもきた空間リバティ）
  - 女子大生 牧田ルカ 役（メインキャスト）
- CINESTAGE vol.2「ひたちなかのラベンダー」（ENBUゼミナール：2015年7月22 - 26日、新宿ゴールデン街劇場）
  - 菊池朋代 役
- 「ふたりごと」（シザーブリッツ：2016年7月26 - 31日、上野ストアハウス）

### 映画
- 『女の穴』（2014年、吉田浩太監督） - 萩本小鳩 役[14][60]
- 『誘惑は嵐の夜に』（2016年、いまおかしんじ監督） - 須田康子 役[15]
- 『裸の劇団　いきり立つ欲望』（2016年5月6日、オーピー映画） - 矢部真子 役[61]
- 『THE LIMIT OF SLEEPING BEAUTY-リミット・オブ・スリーピング ビューティ-』（2017年10月21日）
- 『ヤリ頃女子大生 強がりな乳房』（2017年11月17日、オーピー映画） - 矢沢絵里 役[62]
- 『いつかのナツ』（2018年、OP PICTURES） - 矢沢絵里 役 ※『ヤリ頃女子大生 強がりな乳房』の一般公開用編集版[63]

## 書籍

### 単著
- 『#KuToo　―靴から考える本気のフェミニズム―』（2019年11月12日、現代書館）ISBN 978-4768458686
- 『もう空気なんて読まない』（2021年11月22日、河出書房新社）ISBN 978-4309030128

### 対談
- 『共感という病』（2021年07月16日、かんき出版、著：永井陽右）ISBN 978-4761275600

### 写真集
- ACT.1（2014年6月26日、竹書房、撮影：西田幸樹）ISBN 978-4812489239
- わたしのなかの悪魔（2015年12月18日、竹書房、撮影：福澤卓弥）ISBN 978-4801905740

### ムック
- 『ムク!』（2005年、ワイレア出版）
- 『SWEETie』（2005年、英知出版）

### 雑誌
- 『週刊プレイボーイ』（集英社）
- 『クリーム』（ワイレア出版）
- 『Beppin School』（英知出版）
- 『ホイップ』2006年1月号（コアマガジン）
- 『シモーヌ（Les Simones) 』Vol.1（2019年11月07日、現代書館）巻頭グラビア・エッセイ寄稿 ISBN 978-4768491010
- 『エトセトラ』VOL.2 特集：We♡田嶋陽子（2019年11月07日、エトセトラブックス）インタビュー掲載 ISBN 978-4768491010
- 『エトセトラ』VOL.4 特集：女性運動とバックラッシュ（2020年11月24日、エトセトラブックス）責任編集 ISBN 978-4909910097